# Рудник Кю-Рівер
Рудник Кю-Рівер (Que River) — колишній гірничодобувний майданчик на австралійському острові Тасманія.
Поліметалічне родовище Кю-Рівер виявили у 1974-му та ввели в розробку в 1981 році. Видобуток вели підземним способом з використанням шахтного стовбуру та транспортного ухилу. Потужність копальні становила близько 220 тисяч тонн руди на рік.
Руду вивозили автотранспортом на розташовану за чотири десятки кілометрів збагачувальну фабрику Роузбері, яку модернізували з розрахунку на прийом продукції Кю-Рівер.
Первісно запаси Кю-Рівер оцінили у 3,3 млн тонн руди з середнім вмістом цинку 13,3 %, свинцю 7,4 % та міді 0,4 %.
У 1991-му роботи на Кю-Рівер припинили, при цьому станом на середину 2000-х його залишкові запаси все ще оцінювались у 0,7 млн тонн (з середнім вмістом цинку та свинцю лише 5,7 % та 2,9 %).